# Gurgon Kyap
Gurgon Kyap (tibétain : གུར་མགོན་ཀྱབ, Wylie : gur mgon kyab) est un acteur et directeur artistique franco-tibétain, né le 25 mai 1971 à Amdosuo dans l'Amdo et mort le 29 juin 2016 dans la région de Labrang dans l'Amdo.

## Biographie
Gurgon Kyap était un yak-pa, un meneur de yaks, de l'ancienne province tibétaine de l'Amdo.
En 1991, excédé par les vexations des soldats han dans sa bourgade d’Amdosuo, il est parti sans prévenir ses parents, muni de quelques économies, de 10 kilos de farine d'orge et de beurre de yak, accompagné de 3 moines et 4 camarades, pour rejoindre le Népal en marchant durant un mois, dont deux semaines dans la neige, par −30 °C. Arrivé au Népal, ils rencontrent une patrouille de garde-frontières népalais qui les dépouillent de tout objet de valeur. Il se rend alors à Dharamsala, en Inde du nord, pour rencontrer le 14e dalaï-lama qui l’a reçu avec 34 autres rescapés. Il lui a parlé de la vie dans l’Amdo, et des hommes qui espèrent en regardant une photographie du 14e dalaï-lama. Il revint régulièrement à Katmandou. Pour gagner sa vie, il fut cuisinier. C'est à Katmandou qu'il postula pour le casting du film Himalaya : L'Enfance d'un chef et fut retenu pour jouer le rôle de Karma, incarnant la fougue de la jeunesse confrontée à la sagesse des anciens. Avec l'équipe du film, il se rend à Paris en France où il apprend le français, et en 1999, il envisage de suivre des cours d'art dramatique. Il s'est installé à Paris en 1998. Le 16 mars 2008 lors des troubles au Tibet, au cours d'une manifestation devant l'ambassade de Chine à Paris, il escalade la façade du bâtiment pour enlever le drapeau de la République populaire de Chine et le remplacer par le drapeau du Tibet,.
Gurgon Kyap est mort dans un accident de la route le 29 juin 2016 dans la région de Labrang dans l'Amdo.

## Filmographie

### Acteur
- Himalaya : L'Enfance d'un chef, 1999 : Karma
- Le Voyage aux Pyrénées, 2008 : Tenzing
- Loup, 2009 : Mouriak
- Les Mains libres, 2010 :  James

### Département artistique
- Toutes ces belles promesses, 2003, décorateur assistant
- Versailles, 2008, assistant décorateur
- La France, 2007, constructeur
- Exils, 2004, assistant décorateur
- Un homme, un vrai, 2003, constructeur
- Faubourg, 2009, constructeur
- Les Choristes, 2004, constructeur
- Au voleur, 2009, assistant décorateur
- Halal police d'État, 2010, constructeur